# 휴지통 (컴퓨팅)

비어있는 휴지통 아이콘

파일을 담고 있는 휴지통 아이콘

컴퓨터 처리에서 휴지통은 사용자가 파일 관리자에서 삭제한 파일을 일시적으로 보관하는 장소를 말한다. 사용자가 물리 기억장치에서 완전하게 지우도록 설정하지 않은 경우에 자료가 휴지통에 보관된다.
일반적으로 휴지통은 사용자에게는 특별한 파일 디렉터리로 보이며, 사용자가 고의적으로나 실수로 삭제한 파일을 찾아 보거나 복구할 수 있게 하며, "휴지통 비우기"를 누름으로써 완전히 지울 수 있는 기능도 있다. 휴지통 폴더 안의 기록은 파일과 디렉터리의 원래 위치를 기억하고 있다.

## 역사
파일 삭제를 위한 조그마한 쓰레기통 아이콘은 1982년 애플 리사 사용자 인터페이스의 개발 기간 중 구현되었으며, 여기에서 이를 "Wastebasket"로 불렀다. 이 개념은 “Wastebasket”를 사용했던 OS 9 이전 국제 영어 지역화에서는 제외하고 애플 매킨토시의 Trash로 건너왔다.

## 지원 운영 체제
휴지통 기능은 보통 데스크톱 환경과 그 파일 관리자에 통합되어 있다. 이를테면 다음과 같다:
- 마이크로소프트 윈도우 / 윈도우 탐색기
- 그놈 / Nautilus
- KDE / 돌핀, Konqueror
- Xfce / Thunar
- 맥 OS, OS X / 파인더

### 윈도우의 휴지통

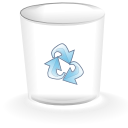
윈도우 비스타에서 비어있는 휴지통 아이콘의 모습

마이크로소프트는 휴지통을 윈도우 95 운영 체제에 처음 도입하였다. 휴지통은 인위적이거나 실수로 지워진 파일을 보유하고 있다. 사용자는 파일을 계속 지우기 전에 휴지통의 내용을 다시 볼 수 있다. 그 이전의 윈도우와 MS-DOS에서는 삭제 복구만이 지워진 파일을 되살리는 유일한 방법이었다. 휴지통은 지워진 파일뿐 아니라 시간, 날짜, 파일의 경로에 대한 정보까지 저장하고 있다. 휴지통은 윈도우 탐색기 폴더와 비슷하게 열리며 그 안에 들어 있는 파일 또한 일반 파일과 비슷하게 보인다. 휴지통에 들어 있는 파일은 명령을 통해 되살리거나 영원히 삭제할 수 있다.
휴지통은 항목의 존재 여부를 알려 주기도 한다. 휴지통에 파일이나 폴더가 없으면 아이콘은 빈 휴지통 모양으로 나타난다. 그 반대의 경우라면, 꽉찬 휴지통 모양으로 나타난다.
윈도우 비스타 이전에는 기본 구성은 호스트 하드 디스크 드라이브 전체 용량의 10%를 차지하였다. 이를테면, 20 기가바이트 용량의 하드 디스크가 있다고 치면, 휴지통은 2 기가바이트의 용량을 차지하게 된다. 휴지통이 최대 용량에 다다르면, 휴지통에 들어온지 가장 오래된 파일은 최근에 들어온 파일로 대체되면서 삭제된다. 파일이 휴지통에 비해 너무 크면, 사용자가 파일을 영구적으로 삭제할 것인지를 묻는 창이 나타난다. 휴지통의 최대 크기는 비스타를 제외한 윈도우 운영 체제에서는 3.99 기가바이트이다. 비스타의 경우, 최대 40 기가바이트에, 최대 10%이다. 그보다 높은 경우, 최대는 4기가바이트에서 5%가 더해진다.
파일은 다양한 방법으로 휴지통으로 옮길 수 있다:
- 파일에서 마우스 오른쪽 단추를 누른 다음 메뉴에서 삭제 단추를 누른다.
- 파일을 선택하고 Del 키를 누른다.
- 윈도우 XP에서 사이드 메뉴의 삭제를 누른다.
- (윈도우 XP 탐색기에서) 파일을 선택하고 파일 메뉴의 삭제를 누른다.
- 상황에 맞는 메뉴 명령과 다른 소프트웨어 응용 기능
- 휴지통 아이콘으로 파일을 끌어 놓는다.

휴지통으로 파일을 직접 옮기고 싶지 않고 바로 지우려면, ⇧ Shift 키를 누른 채 파일을 지우면 된다.

## 같이 보기
- 파일 삭제